# Fjättrad ryggmärg
Fjättrad ryggmärg (eng: tethered cord) är ett sällsynt fenomen hos nyfödda barn som innebär att ryggmärgen sträcks, vilket kan inträffa om den fixeras i ryggmärgskanalen innan barnet fyller två månader. Fenomenet är en konsekvens av att ryggmärgskanalen växer snabbare än ryggmärgen i denna period. 
Fjättrad ryggmärg kan yttra sig med symptom från benen (muskelsvaghet, koordinationssvårigheter), blåsan (inkontinens och svårighet att tömma sig) och felställningar (ortopediska felställningar). Fjättrad ryggmärg kan i många tillfällen avhjälpas med ett neurokirurgiskt ingrepp.
En av de vanligaste orsakerna till fjättrad ryggmärg är ryggmärgsbråck.